# Namık Kemal Yolga
Namık Kemal Yolga (* 7. Dezember 1914 in Elazığ, Ostanatolien; † 21. Dezember 2001) war ein türkischer Diplomat und Staatsmann. Nach eigenen  Berichten war er an der Rettung fast aller in Paris lebenden, türkischer Juden vor dem Holocaust beteiligt. Deshalb wurde und wird er in einigen türkischen und ausländischen Medien ebenso als  türkischer Schindler bezeichnet, wie seine zur gleichen Zeit in Frankreich tätigen Landsleute und Kollegen Behiç Erkin und Necdet Kent.

## Karriere
Yolga studierte Politikwissenschaften in Ankara und arbeitete danach in der Verwaltung. 1940 wurde Namık Kemal Yolga zum Vizekonsul der türkischen Botschaft in Paris ernannt, seinem ersten diplomatischen Posten im Ausland. Von Mai bis Mitte Juli 1942 war er dort Generalkonsul.
1959 war er Legationsrat in Paris, bevor er nach Ankara zurückkehrte und die Leitung der Groupe de Planification Politique übernahm. 1960 wurde er zum Generalsekretär des türkischen Außenministeriums unter Außenminister Selim Rauf Sarper gewählt.
Später diente Yolga als Botschafter in Rom (1963), Paris (1965), Caracas (1966), Teheran (1968) und Moskau (1975).

## Judenrettung
Zwei Monate nach Yolgas Amtsantritt wurden 60 % Frankreichs durch das Deutsche Reich besetzt. Pariser Juden wurden erfasst, verhaftet und ins 1941 eröffnete Sammellager Drancy transportiert, wo sie auf den Transport in die Vernichtungslager warteten.
Sobald Yolga und seine Mitarbeiter Kenntnis von der Festnahme einer jüdischen Person mit türkischer Staatsangehörigkeit erlangten, soll die türkische Botschaft ein Ultimatum an die deutsche Botschaft gesandt haben, in dem sie die Freilassung forderte. Dabei soll darauf verwiesen worden sein, dass die Verfassung der Türkei ihre Staatsbürger nicht nach Rasse oder Religion diskriminiere und das Deutsche Reich daher kein Recht habe, Juden mit türkischer Staatsangehörigkeit festzuhalten, da die Türkei im Krieg ein neutrales Land sei.
Anschließend soll Yolga jeweils mit seinem Auto nach Drancy gefahren sein, die Person abgeholt und an einen sicheren Ort gebracht haben. Nach seinem Kenntnisstand, sei nur eine jüdische Person aus Bordeaux in ein deutsches Lager gebracht worden sein, da die türkische Botschaft nicht von seiner Festnahme erfahren habe.

## Rezeption
Yolgas Angaben stehen türkische Dokumente entgegen, die belegen, dass die Schicksale von Hunderten französischer Juden mit türkischer Staatsbürgerschaft nach Auschwitz führten. Mehrere davon sollen Kontakt mit Yolga gehabt haben. I. Izzet Bahar, der sich in seiner Doktorarbeit auf diese Dokumente bezieht, resümiert, dass Yolga seine Arbeit professionell getan habe, jedoch keine außerordentliche Einstellung nachzuweisen sei. In seiner Zeit als Generalkonsul sollen Berichte von ihm nach Ankara die Ursache gewesen sein, dass der Schutz von in Frankreich geborenen jüdischen Kindern vollwertiger türkischer Staatsbürger aufgehoben wurde, so diese nach ihrer Geburt die französische Staatsbürgerschaft erhalten hatten.
Im Jahr 2001 wurden Yolga, Erkin, Kent und Selahattin Ülkümen für ihr Rettung türkischer Juden durch die Türkei ausgezeichnet. Ülkümen war zuvor als einziger Türke zudem von Yad Vashem als Gerechter unter den Völkern ausgezeichnet worden. Dies war bei seinen anderen türkischen Kollegen bisher nicht möglich gewesen, da keine Zeugenberichte über ihre Taten vorliegen.
Das Handeln von Yolga, Erkin und Kent wurde zudem im 2011 erschienenen türkischen Dokumentarfilm Der türkische Reisepass thematisiert. 2009 erschien eine Briefmarke mit dem Porträt Yolgas.
Der türkisch-jüdische Historiker und Verleger Rıfat Bali sieht in der türkischen Darstellung von Diplomaten, wie Yolga, Erkin und Kent, als Judenhelfern, den Versuch, eine Menschlichkeit des türkischen Volkes zu präsentieren, die einen bewussten Völkermord an den Armeniern ausschließt.